# Ukradené polibky
Ukradené polibky (originální název Baisers volés) je francouzský hraný film z roku 1968 režiséra Françoise Truffauta.

## Děj filmu
Antoinu Doinelovi (Jean-Pierre Léaud) je dvacet čtyři let. Právě si odpykává trest ve vojenském vězení a čeká, kdy už bude konečně propuštěn. Jakmile se ocitne na svobodě, vydá se k rodičům Christine Darbon (Claude Jade), dívky, do které je zamilovaný. Pracuje postupně jako noční hlídač, soukromý detektiv, prodavač obuvi. Antoine Doinel je stejně nestálý v práci jako v citovém životě. Antoine startuje kariéru v detektivní kanceláři Blady a pomáhá s vyšetřováním podivného kouzelníka. A je to Christine, která ho zpočátku doprovází při práci. Později je mu přidělen případ neurotického Geroge Tabarda (Michael Lonsdale), u kterého Antoine skončí jako skladník v obchodě s obuví. Překrásná Tabardova žena Fabienne (Delphine Seyrig) se pokusí Antoina svést. Antoine opouští okouzlující Christine na základě toho, že ji nebude obdivovat: "Láska vyžaduje obdiv a já tě nikdy neobdivovala". Antoine a Christine si ještě neuvědomují, že neznámý muž na chvíli sleduje a sleduje Christine. Koneckonců, je to Christine, která se vydává na okouzlující trik. Když cestují její rodiče, rozbije televizi. Protože ví, že Antoine je nyní televizní mechanik. A příští ráno při snídani Christine učí svého přítele, že nikdy nezapomene. Antoine se později potká v parku s Christine, se kterou nás doprovodí do dalšího pokračovaní filmu s názvem Rodinný krb.